# Lagunitas
Lagunitas è un'area non incorporata situata nella contea di Marin in California. Si trova a 16 chilometri a sud-ovest della città di Novato, a un'altitudine di 66 metri sul livello del mare. Per gli scopi del censimento, Lagunitas è aggregata con Forest Knolls a formare il census-designated place Lagunitas-Forest Knolls.
Il primo ufficio postale di Lagunitas venne aperto nel 1906.